# Mniobryum sparsifolium
Mniobryum sparsifolium là một loài Rêu trong họ Bryaceae. Loài này được (Cardot) Broth. mô tả khoa học đầu tiên năm 1924.